# Nara (Mali)
Pour les articles homonymes, voir Nara (homonymie).
Nara est une ville et une commune rurale malienne,  située dans le pays de la Bakhounou, chef-lieu du cercle de Nara, et de la région de Nara qui porte sont nom, Elle est la capitale historiques du  royaume de Bakhounou, En 2024, Nara comptait 55 153 habitants, appelés les Narois et Naroise. à la proximité de la frontière avec la mauritanienne. 

## Géographie
La localité de Nara est située sur la route nationale RN 4 à 379 km, au nord de la capitale Bamako. 
Nahrra est située dans la zone aride, dans le Sahel occidental malien. La pluviométrie varie de 300 à 600 mm par an. Les températures atteignent 46 °C en saison chaude. La population, qui atteint 200 000 âmes pour le cercle, est composée de Soninkés, Peuls, Bambaras et Maures.
|          | Amourj   |          |
| Koronga  | Nara     | Guénéibe |
| Ouagadou | Ouagadou | Guiré    |

## Histoire
Le cercle de Nara couvre une grande partie de l’ancien royaume du Ouagadou fondé par les Soninkés Keïta.
Nara fondée par des malinké et nara veut dire en malinké (je suis venu).
Selon l'histoire Soundjata lorsqu'on est venu le chercher pour aller libérer le Mandé en partant à promis de revenir et lorsqu'ils sont revenus, des combattants malinké, on a dit : malinkéw nara, Malinkéw nara et le nom Nara est resté. 
À leur retour du Mandé libéré, lorsqu'ils ont dit « en nara » les soninke du Wagadou leur ont montré la lisière entre les sonikés et les maures car ses derniers venaient en rasia dépouillés les soinkés de leur bétail et nourriture, donc comme vous, qui êtes des guerriers, brave, mettez vous entre nous et les maures assaillants pour nous proteger.
Et là, les Keita Nara ont libéré beaucoup d'esclaves de la joute des Sarakolés (séré koulé <maure en soninke>), d'où beaucoup de maure en nom Bambara, pour qu'on ne les retrouvent plus.
NB : Nahrra est entourée par des villages de ses guerriers venus du Mandé villes à noms Diarra Coulibaly, Traoré, Keita et nos griots[réf. nécessaire].
Voilà la vrai version qu'on ne relate pa Nahrra est dans Ouagadou, un milieu soninké et la chefferie appartient aux Keita malinké qui à la longue, par le milieu parlent Soninké[réf. nécessaire].
Un Malinké du nom de Hawa Niamé Keïta aurait fondé un hameau baptisé Niamé Bougou (« le village de Niané » en bambara). Le nom du hameau aurait été à plusieurs reprises déformé pour donner Nar (« feu » en maure) puis Nara. Le mot Nara est dérivé du mot arabe-maure : « Noara » qui veut dire Fleur[réf. nécessaire].
Le combat de Nara se déroule le 27 juin 2015, pendant la guerre du Mali, Il oppose l'armée malienne aux djihadistes d'Ansar Dine.
Lors de la réforme administrative de la République Soudanaise en 1960, la localité est instaurée comme le chef-lieu de l'un des cinq cercles de la région de Bamako. La ville érigée en chef-lieu de région lors de la réforme administrative de 2012, accueille le premier gouverneur de la région à la fin de janvier 2021 .

## Villages

Carte communale

La commune s'étend sur 17 localités relevées lors du recensement général de 2009. 
Les villages les plus peuplés sont :
- Nara (15 310 habitants) ;
- Keibané Maure (2 030 habitants) ;
- Toumoudrané (1 961 habitants).

En 2023, la loi 2023-007 attribue à la commune 17 villages, fractions ou quartiers  :
- Nara
- Berzack
- Ker-El-Gagny
- Médina Koura
- Tendié
- Kabida-Bambara
- Kabida-Soninké
- Toumboudrané
- Tourou-Daye
- Mabrouk
- Diewaye
- Keibané Maure
- Guirdé
- Berguénaré
- Lambassite
- Keibané Soninké
- Daye

## Population
Lors du recensement général réalisé en 2009, la localité de Nara compte 15 310 habitants, la commune rurale 29 602 habitants. L'étude réalisée en 2022 estime la population communale à 44 207 habitants.
| 1976  | 1987  | 1998  | 2009   |
| ----- | ----- | ----- | ------ |
| 6 392 | 8 084 | 9 466 | 15 310 |

## Politique
La commune rurale de Nara est instaurée en 1996 par la loi 96-059 du 4 novembre 1996.
| Année | Maire élu                 | Parti politique |
| ----- | ------------------------- | --------------- |
| 2004  | Bakary Mangassouba        | CNID            |
| 2018  | Djegmnia Tamboura Drunoka | Adéma-Pasj      |

### Jumelage
Quimperlé (France)

## Économie
Les principales activités économiques de la commune sont : l’agriculture, l’élevage, le commerce, la pisciculture traditionnelle, l’artisanat et les transports.

## Culture
La première édition du Festival du Ouagadou s’est tenue du 28 au 30 avril 2006.

## Communications
La région de Nara est couverte par la radio locale : Ouagadou Djiguiya FM (95.00 Mhz) qui est la première Radio installer, la Radio Dagné FM (96.00 Mhz) , la Radio Communautaire Sahel Benkan et dispose d'une station régionale ORTM installée depuis octobre 2023.